# Ілінг-коммон (станція метро)

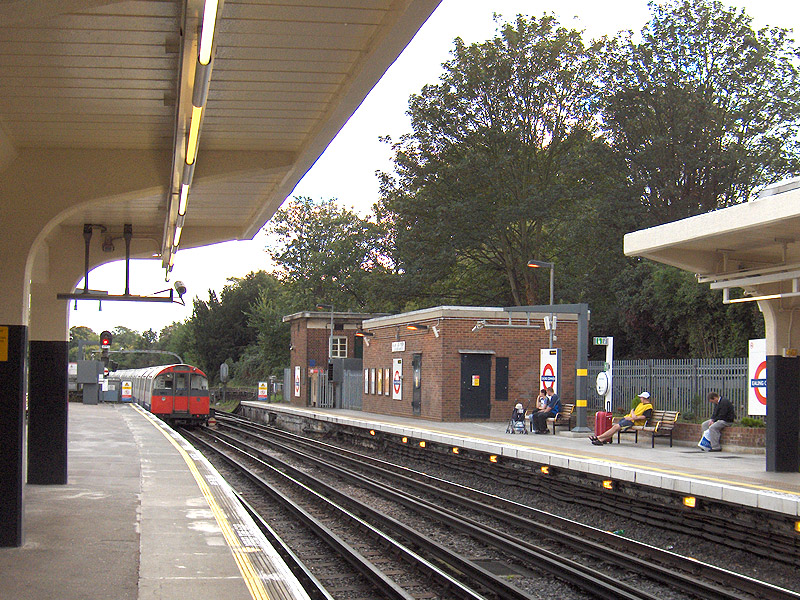
Платформи станції Ілінг-коммон

51°30′37″ пн. ш. 0°17′18″ зх. д. / 51.51016° пн. ш. 0.28825° зх. д.
Ілінг-коммон (англ. Ealing Common) — станція Лондонського метро, ліній Дистрикт та Пікаділлі. Розташована у 3-й тарифній зоні, у районі Ілінг-коммон, боро Ілінг, для Пікаділлі між станціями Актон-таун та Норт-Ілінг, для Дистрикт — Актон-таун та Ілінг-Бродвей. Пасажирообіг на 2017 рік — 3.19 млн осіб
Конструкція станції — наземна відкрита з двома береговими платформами на дузі.

## Історія
- 1. липня 1879 — відкриття станції у складі District Railway (DR, сьогоденна лінія Дистрикт), як Ілінг-коммон[4]
- 1886 — перейменовано на Ілінг-коммон-енд-Вест-Актон.
- 1 березня 1910 — перейменовано на Ілінг-коммон.
- 4. липня 1932 — відкриття трафіку лінії Пікаділлі.[5]

## Пересадки
Пересадки на автобуси London Buses маршрутів: 207, 427, 607 та нічні маршрути N7, N207

## Послуги
| Попередня станція | Лінія | Лінія                            | Лінія | Наступна станція |
| ----------------- | ----- | -------------------------------- | ----- | ---------------- |
| Ілінг-Бродвей     |       | Лондонське метро Лінія Дистрикт  |       | Актон-таун       |
| Норт-Ілінг        |       | Лондонське метро Лінія Пікаділлі |       | Актон-таун       |